# Villeneuve-sur-Vère
Villeneuve-sur-Vère è un comune francese di 457 abitanti situato nel dipartimento del Tarn nella regione dell'Occitania.

## Società

### Evoluzione demografica
Abitanti censiti